# Valerie Plame

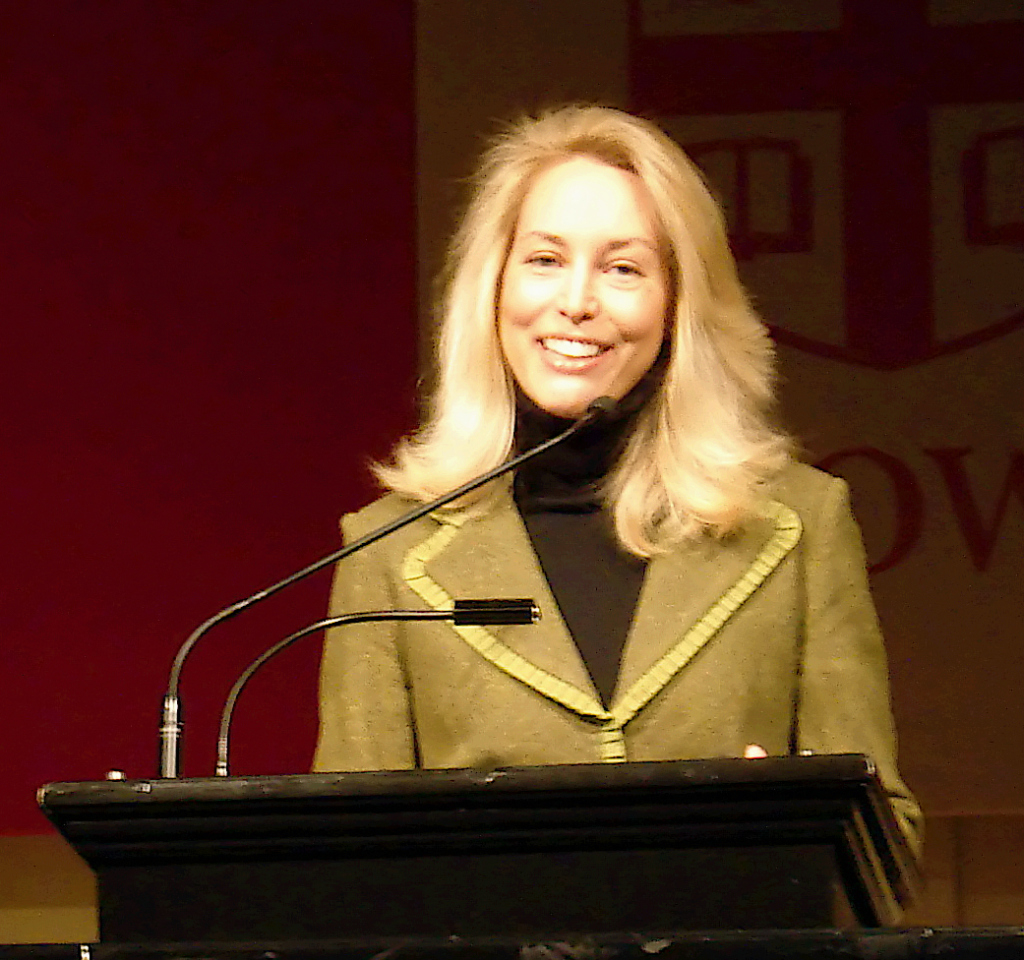
Valerie Plame

Valerie Plame Wilson (Anchorage (Alaska), 19 april 1963) is een Amerikaans  politica en voormalig CIA-agente, wier identiteit onthuld werd in een artikel van Robert Novak op 14 juli 2003. De controverse die daarop volgde gaf aanleiding tot het naar haar vernoemde Plamegateschandaal, en tot een gerechtelijk onderzoek waarbij ook medewerkers van het Witte Huis werden ondervraagd.
Plame is de vrouw van Joseph Wilson, een voormalig ambassadeur, die in een krantenartikel scherpe kritiek had geuit op verklaringen van George W. Bush dat Saddam Hoessein geprobeerd had uranium aan te kopen in Afrika. Wilson had dit onderzocht en ontdekt dat het verhaal berustte op vervalste documenten. Wilson beweert ook dat de identiteit van zijn vrouw als CIA-agente met opzet gelekt werd aan verschillende journalisten, hetgeen een misdrijf is in de Verenigde Staten.
In de uitspraak van het Amerikaanse gerechtshof op 6 maart 2007 werd Lewis Libby (een ambtenaar van het Witte Huis) aangewezen als de hoofdschuldige van het lek. Er zijn geruchten dat het brein achter deze actie Karl Rove was, een adviseur van president George W. Bush.
Plame is een oud-studente van het Europacollege in Brugge.
Op 9 september 2019 stelde Plame zich namens de democraten verkiesbaar in het derde kiesdistrict van New Mexico voor de congresverkiezingen van 2020; ze werd echter niet gekozen.

## Verfilming
Het verhaal van Plame werd in 2010 verfilmd als Fair Game, ze werd hierin gespeeld door Naomi Watts.